# Katholieke Kerk in Litouwen

Litouwen

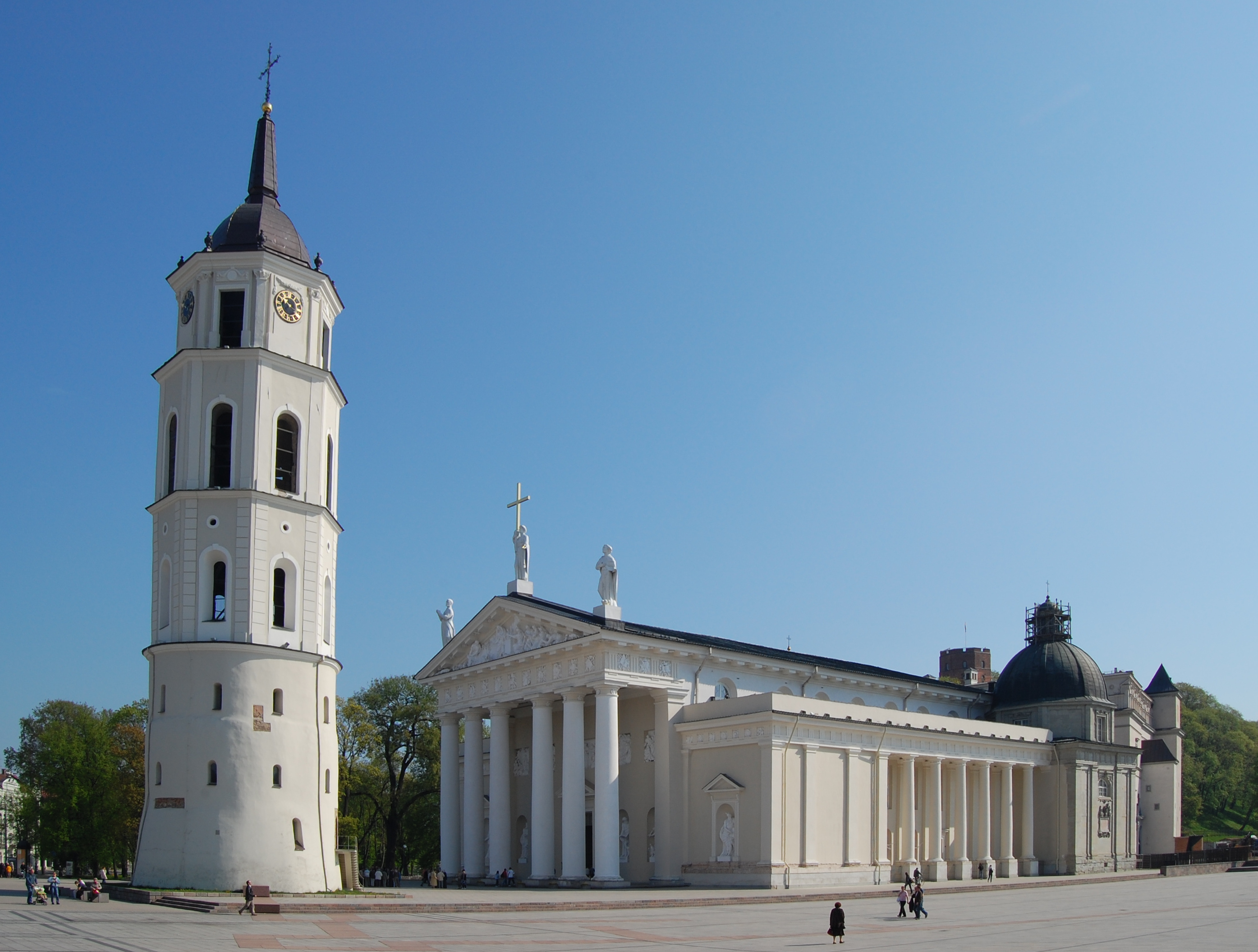
De kathedraal van Vilnius

De Katholieke Kerk in Litouwen maakt deel uit van de wereldwijde Katholieke Kerk, onder het leiderschap van de paus en de Curie.
Litouwen werd gekerstend in de 14e en 15e eeuw.  Circa 80% van de Litouwers en Polen in Litouwen is katholiek.  Sint-Casimir, Cunegonde van Luxemburg, Sint-Joris en Johannes van Dukla zijn de patroonheiligen van Litouwen.
Apostolisch nuntius voor Litouwen is sinds 24 juni 2024 aartsbisschop Georg Gänswein, die tevens nuntius is voor Estland en Letland.

## Demografie
Volgens de volkstelling van 2011 zijn er circa 2,35 miljoen katholieken op een bevolking van 3.043.429.  Dat staat gelijk aan 77% van de Litouwse bevolking.
| District          | Bevolking (2011) | aantal katholieken | %   |
| ----------------- | ---------------- | ------------------ | --- |
| Alytus            | 157.766          | 136.844            | 87% |
| Kaunas            | 608.332          | 480.790            | 79% |
| Klaipėda          | 339.062          | 239.466            | 71% |
| Marijampolė       | 161.649          | 140.105            | 87% |
| Panevėžys         | 250.390          | 203.375            | 81% |
| Šiauliai          | 301.686          | 238.021            | 79% |
| Tauragė           | 110.059          | 93.678             | 85% |
| Telšiai           | 152.078          | 128.574            | 85% |
| Utena             | 152.004          | 114.384            | 75% |
| Vilnius           | 810.403          | 575.241            | 71% |
| Litouwen (totaal) | 3.043.429        | 2.350.478          | 77% |

## Kerkprovincies en bisdommen
1. Kerkprovincie Kaunas:
  - Aartsbisdom Kaunas
    - Bisdom Šiauliai
    - Bisdom Telšiai
    - Bisdom Vilkaviškis
2. Kerkprovincie Vilnius:
  - Aartsbisdom Vilnius
    - Bisdom Kaišiadorys
    - Bisdom Panevėžys
3. Overig: Militair ordinariaat